# Poljane pri Štjaku
Poljane pri Štjaku so naselje v Občini Sežana.